# Heliostat
Heliostat  je naprava z zrcalom, ki sledi navideznemu gibanju Sonca in usmerja sončne žarke na določeno mesto.
Heliostat se razlikuje od sončnega sledilnika, sledilnik soncu je po navadi usmerjen proti Soncu, tako sončni žarki padejo pravokotno na kolektor. Heliostat se premika v dveh oseh: vodoravni in navpični, po navadi ga upravlja računalnik. Starejši modeli so uporabljajo uro, nekateri tudi svetlobni senzor.
Heliostat je bil izumljen okoli 17. stoletja, izumitelj ni povsem znan, kandidati so Willem Jacob 's Gravesande (1688–1742), Giovanni Alfonso Borelli (1608–1679) in Daniel Gabriel Fahrenheit (1686–1736).